# Verona (Illinois)
Verona és una població dels Estats Units a l'estat d'Illinois. Segons el cens del 2000 tenia 257 habitants.

## Demografia
Segons el cens del 2000, Verona tenia 257 habitants, 88 habitatges, i 69 famílies. La densitat de població era de 661,5 habitants/km².
Dels 88 habitatges en un 43,2% hi vivien nens de menys de 18 anys, en un 71,6% hi vivien parelles casades, en un 6,8% dones solteres, i en un 20,5% no eren unitats familiars. En el 18,2% dels habitatges hi vivien persones soles el 10,2% de les quals corresponia a persones de 65 anys o més que vivien soles. El nombre mitjà de persones vivint en cada habitatge era de 2,92 i el nombre mitjà de persones que vivien en cada família era de 3,34.
Per edats la població es repartia de la següent manera: un 30,7% tenia menys de 18 anys, un 5,4% entre 18 i 24, un 31,9% entre 25 i 44, un 19,5% de 45 a 60 i un 12,5% 65 anys o més.
L'edat mediana era de 36 anys. Per cada 100 dones de 18 o més anys hi havia 97,8 homes.
La renda mediana per habitatge era de 46.094 $ i la renda mediana per família de 53.571 $. Els homes tenien una renda mediana de 35.156 $ mentre que les dones 21.042 $. La renda per capita de la població era de 16.387 $. Aproximadament el 4,5% de les famílies i el 5,2% de la població estaven per davall del llindar de pobresa.

## Poblacions més properes
El següent diagrama mostra les poblacions més properes.